# Convención Nacional Liberacionista de 2021
La Convención Nacional Liberacionista de 2021 fue el proceso de selección primaria mediante la cual los partidarios del Partido Liberación Nacional, primera fuerza de oposición en Costa Rica, seleccionaron a su candidato presidencial para las elecciones generales de 2022.  

## Antecedentes
Antonio Álvarez Desanti, ganador de la Convención Nacional Liberacionista de 2017 y por tanto candidato ante las elecciones presidenciales de 2018, le contrajo al partido su peor resultado electoral en su historia, al obtener el 18% de los votos totales en la primera ronda, el menor porcentaje obtenido por la agrupación, así como al no pasar a la segunda ronda por primera vez en la historia. En abril de 2021, Álvarez le otorgó su adhesión al expresidente de la República, José María Figueres Olsen.

### Reformas
El 12 de diciembre de 2020, la Asamblea Nacional del Partido Liberación Nacional aprobó realizar una serie de reformas a su estatuto de cara a las elecciones generales de 2022, entre ellas la reducción del número de candidaturas a diputación que puede escoger el candidato presidencial electo, pasando de cuatro a una, y la aprobación para realizar una convención con padrón abierto, en vez de una con padrón cerrado y de afiliación partidaria obligatoria como lo era antes. Asimismo, se estableció al 6 de junio del 2021 como la fecha en la que se realizaría la Convención Nacional Liberacionista.
El 9 de marzo de 2021, el Comité Ejecutivo Superior Nacional del partido publicó las tarifas para las inscripciones del proceso de elección interna, fijando una cuota de 29 millones de colones costarricenses para la inscripción de cada uno de los precandidatos.

### Candidatura de consenso
El 20 de febrero de 2021, el medio de comunicación nacional Amelia Rueda informó que el expresidente de la República, Óscar Arias Sánchez, habría tenido una conversación con los también expresidentes José María Figueres Olsen y Laura Chinchilla Miranda, en la cual les propuso que entre ellos se escogiera a un candidato presidencial de consenso por el Partido Liberación Nacional. La propuesta consistió en que cada uno propusiera hasta dos nombres de posibles candidatos, y, de entre ellos, los expresidentes escogerían a una candidatura que debería ser ratificada por la Asamblea Nacional del partido. Sería informado más adelante por la expresidenta Chinchilla, por medio de un anuncio en su perfil oficial de Twitter, y por el expresidente Figueres, por medio de una entrevista, que no apoyarían la propuesta del expresidente Arias.
Óscar Arias, posterior al rechazo de los exmandatarios a su propuesta, propondría a la exvicepresidenta de la República en la administración Figueres Olsen, Rebeca Grynspan Mayufis, como su candidata de consenso. Sin embargo, la exvicepresidenta rechazaría la oferta propuesta por el expresidente.

## Candidaturas
La siguiente lista incluye las personas que se postularon a la candidatura presidencial por el Partido Liberación Nacional. El número total de candidatos fue de 5. 
| Nombre | Nombre                    | Nacimiento                                            | Experiencia | Provincia de residencia | Campaña Fecha de inicio                                                       | Ref.         |
| ------ | ------------------------- | ----------------------------------------------------- | --- | ----------------------- | ----------------------------------------------------------------------------- | ------------ |
|        | Carlos Benavides Jiménez  | 29 de agosto de 1969 (55 años) Puntarenas, Puntarenas | Diputado por la provincia de San José (2018-presente) Presidente de la Asamblea Legislativa (2019-2020) Ministro de la Presidencia (2011-2014) Diputado por la provincia de Puntarenas (2002-2006) | San José                | Campaña Anuncio e inicio de campaña: 24 de marzo de 2021                      | [ 8 ]        |
|        | Claudio Alpízar Otoya     | 28 de noviembre de 1962 (62 años) Hospital, San José  | Politólogo | San José                | Campaña Anuncio: 5 de enero de 2021 Inicio de campaña: 1 de febrero de 2021   | [ 9 ] [ 10 ] |
|        | José María Figueres Olsen | 24 de diciembre de 1954 (70 años) Catedral, San José  | Presidente de la República (1994-1998) Presidente del Partido Liberación Nacional (2015-2016) Ministro de Agricultura y Ganadería (1989-1990) Ministro de Comercio Exterior (1986-1988)            | San José                | Campaña Anuncio: 31 de marzo de 2021 Inicio de campaña: 15 de abril de 2021   | [ 11 ]       |
|        | Roberto Thompson Chacón   | 10 de julio de 1960 (64 años) Alajuela, Alajuela      | Diputado por la provincia de Alajuela (2018-presente) Alcalde de Alajuela (2010-2018) Viceministro de Asuntos Políticos y Diálogo Ciudadano (2006-2010)                                            | Alajuela                | Campaña Anuncio: 15 de febrero de 2021 Inicio de campaña: 18 de marzo de 2021 | [ 12 ]       |
|        | Rolando Araya Monge       | 20 de agosto de 1947 (77 años) Palmares, Palmares     | Diputado por la provincia de San José (1974-1978) Ministro de Obras Públicas y Transportes (1982-1984) Ejecutivo Municipal de San José (1978-1980) Candidato a la presidencia en 2002 y 2010       | San José                | Campaña Anuncio: 9 de febrero de 2021 Inicio de campaña: 19 de marzo de 2021  | [ 13 ]       |

### Candidaturas retiradas
La siguiente lista incluye las personas que suspendieron sus campañas o que expresaron públicamente su interés en postularse a la candidatura presidencial por el Partido Liberación Nacional, pero se retiraron del intento posteriormente.
| Nombre              | Nacimiento                                        | Experiencia | Inicio de campaña    | Fin de campaña      | Provincia de residencia | Campaña | Ref.          |
| ------------------- | ------------------------------------------------- | --- | -------------------- | ------------------- | ----------------------- | ------- | ------------- |
| Antonio Álvarez     | 6 de julio de 1958 (62 años) Hospital, San José   | Presidente de la Asamblea Legislativa (1995-1996, 2016-2017) Diputado por la provincia de San José (1994-1998, 2014-2017) Candidato a la presidencia en 2006 y 2018                                                              | -                    | 6 de abril de 2021  | San José                | -       | [ 14 ] [ 15 ] |
| Fernando Zamora     | 22 de mayo de 1968 (52 años) Catedral, San José   | Secretario general del Partido Liberación Nacional (2014-2018) | 13 de marzo de 2021  | 9 de abril de 2021  | San José                |         | [ 16 ] [ 17 ] |
| Guillermo Constenla | 1 de febrero de 1944 (77 años) Catedral, San José | Diputado por la provincia de San José (1998-2002) Presidente del Partido Liberación Nacional (2019-2020) Presidente Ejecutivo del Instituto Nacional de Seguros (2010-2014) Ministro de Obras Públicas y Transportes (1986-1988) | 2 de febrero de 2021 | 16 de abril de 2021 | Alajuela                |         | [ 18 ] [ 19 ] |

### Candidaturas descartadas
Las siguientes personas fueron objeto de especulaciones sobre su posible candidatura, pero negaron públicamente su interés en postularse.
- Laura Chinchilla Miranda, expresidenta de la República (dio apoyo a Carlos Ricardo Benavides).[20]
- Óscar Arias Sánchez, expresidente de la República.[21]
- Gerardo Corrales Brenes, economista, banquero y empresario (dio apoyo a Figueres).[22]
- Rebeca Grynspan Mayufis, exvicepresidenta de la República.[7]
- Rolando González Ulloa, exdiputado por la provincia de Alajuela (dio apoyo a Figueres).[23]
- Rodrigo Arias Sánchez, exministro de la Presidencia (dio apoyo a Carlos Ricardo Benavides).[24][25]

## Resultados
|  | 36.97 % |

|  | 27.04 % |

|  | 15.91 % |

|  | 13.86 % |

|  | 6.22 % |

|  | 96.93 % |

|  | 1.43 % |

|  | 1.64 % |

|  | 100.00 % |

|  | 0 % |

## Reacciones
- El exprecandidato Rolando Araya afirmó que no estaría apoyando a Figueres en las elecciones presidenciales tras desacuerdos con su tendencia.[26]

## Cronología

### 2020

#### Septiembre
- 4 de septiembre: La expresidenta Laura Chinchilla Miranda descarta su posible candidatura.[20]

#### Noviembre
- 25 de noviembre: El exsecretario general Fernando Zamora Castellanos anuncia su interés de postularse a la presidencia.[16]

#### Diciembre
- 9 de diciembre: El exdiputado Antonio Álvarez Desanti anuncia su interés de postularse a la presidencia.[14]
- 12 de diciembre: La Asamblea Nacional del Partido Liberación Nacional fija al 6 de junio de 2021 como la fecha para realizar la Convención Nacional Liberacionista.[3]

### 2021

#### Enero
- 5 de enero: El politólogo Claudio Alpízar Otoya anuncia su interés de postularse a la presidencia.[9]
- 20 de enero: El exdiputado Rolando González Ulloa anuncia su interés de postularse a la presidencia.[27]

#### Febrero
- 2 de febrero: Antonio Álvarez Desanti anuncia que apoya la propuesta de un candidato presidencial por consenso en el partido.[28]
- 3 de febrero: El expresidente Óscar Arias Sánchez descarta su posible candidatura.[21]
- 9 de febrero: El exdiputado Rolando Araya Monge anuncia su interés de postularse a la presidencia.[13]
- 15 de febrero: 
  - El ministro de Salud Pública, Daniel Salas Peraza, le responde al diputado y secretario general del partido, Gustavo Viales Villegas, un oficio en el que le solicita el criterio y consideraciones del Ministerio para realizar los procesos internos de renovación de estructuras del partido, tomando en cuenta la declaratoria de emergencia sanitaria por el COVID-19 entonces vigente. En el oficio, el ministro le responde que la actividad electoral durante el segundo semestre del 2021 sería "un potencial y serio propulsor de la pandemia", así como que sería "poco prudente e incluso temerario" proceder con la actividad electoral en las "dimensiones previstas en las asambleas distritales" del partido.[29]
  - El diputado Roberto Thompson Chacón anuncia su interés de postularse a la presidencia.[12]
- 20 de febrero: El medio de comunicación Amelia Rueda anuncia que el expresidente Óscar Arias Sánchez tuvo conversaciones con los también expresidentes Laura Chinchilla Miranda y José María Figueres Olsen para proponerles que entre ellos tres se escoja un candidato de consenso para las elecciones presidenciales.[5]
- 24 de febrero: El expresidente Óscar Arias Sánchez propone a la exvicepresidenta Rebeca Grynspan Mayufis como una candidata presidencial de consenso para el Partido Liberación Nacional, sin embargo, la exvicepresidenta rechaza la invitación.[7]
- 25 de febrero: El Comité Ejecutivo Nacional del Partido Liberación Nacional suspende el inicio del proceso electoral interno previsto para el próximo 1 de marzo tras la respuesta del ministro de Salud Pública al oficio enviado por su secretario general. Asimismo, le solicita mediante un oficio al presidente Tribunal Supremo de Elecciones, Luis Antonio Sobrado González, el criterio del Tribunal sobre la eventual celebración de la convención nacional, asambleas distritales, de movimientos y sectores del partido.[29]

#### Marzo
- 4 de marzo: El Tribunal Supremo de Elecciones le da luz verde al Comité Ejecutivo Nacional del Partido Liberación Nacional para realizar sus elecciones internas, acotando que estas deberían ajustarse a los protocolos definidos por el Ministerio de Salud.[30]
- 11 de marzo: El exdiputado Rolando González Ulloa declina inscribirse como precandidato.[23]
- 24 de marzo: El diputado Carlos Ricardo Benavides Jiménez anuncia su interés de postularse a la presidencia.[8]
- 29 de marzo: El Partido Liberación Nacional inicia el periodo para solicitar cita de las inscripciones de precandidaturas presidenciales.
- 31 de marzo: 
  - Cierra el periodo para solicitar cita de las inscripciones de precandidaturas presidenciales. Siete personas solicitaron el espacio: Carlos Ricardo Benavides, Roberto Thompson Chacón, Antonio Álvarez Desanti, Rolando Araya Monge, Fernando Zamora Castellanos, Claudio Alpízar Otoya y Alcides Pérez Salas.
  - El expresidente José María Figueres Olsen anuncia su interés de postularse a la presidencia.[11]

#### Abril
- 5 de abril: El exministro de la Presidencia Rodrigo Arias Sánchez le da su adhesión a Carlos Ricardo Benavides Jiménez.[25]
- 6 de abril: Antonio Álvarez Desanti declina inscribirse como precandidato y le da su adhesión a José María Figueres Olsen.[15]
- 9 de abril: Fernando Zamora Castellanos declina inscribirse como precandidato y le da su adhesión a José María Figueres Olsen.[17]
- 12 de abril: 
  - El Partido Liberación Nacional inicia el proceso de inscripción de precandidaturas.[31]
  - Roberto Thompson Chacón se inscribe como precandidato presidencial.[32]
- 13 de abril: La expresidenta Laura Chinchilla Miranda le da su adhesión a Carlos Ricardo Benavides Jiménez.[33]
- 15 de abril: José María Figueres Olsen se inscribe como precandidato presidencial.[34]
- 16 de abril: Guillermo Constenla Umaña declina inscribirse como precandidato y le da su adhesión a José María Figueres Olsen.[19]
- 17 de abril: Carlos Ricardo Benavides se inscribe como precandidato presidencial.[35]
- 18 de abril: 
  - Cierra el proceso de inscripción de precandidaturas.
  - Claudio Alpízar Otoya se inscribe como precandidato presidencial.[36]

#### Junio
- 6 de junio: Convención Nacional Liberacionista.